# ستيفن هوبكينز (عازف لوحة المفاتيح)
ستيفن هوبكينز (بالإنجليزية: Stephen Hopkins)‏ هو عازف لوحة المفاتيح بريطاني، ولد في 14 مايو 1951.

## وصلات خارجية
- الموقع الرسمي